# Adi Bouddha

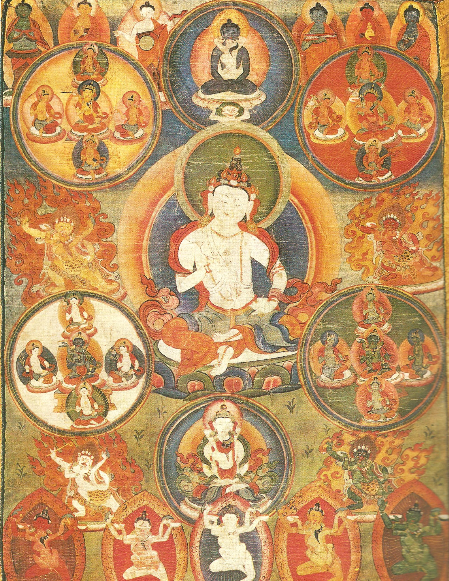
Thanka tibétaine représentant l'Adi-Bouddha Vajrasattva. Samantabhadra et Samantabhadri, aussi considéré comme Adi-Buddha, sont figurés au-dessus.

Adi Bouddha ou Adibouddha est le « Bouddha primordial » dans le bouddhisme tibétain.
Il peut se référer selon les écoles à :
- Vajradhara pour les écoles Gelugpa et Kagyupa.
- Samantabhadra pour les écoles Nyingmapa et Sakyapa.

Selon Léon Feer : « Pour remédier à l’inconvénient de la multitude des bouddhas, on a imaginé un bouddha primordial (ce que signifie le sanskrit Adi-bouddha) dont tous les autres ne sont qu’une émanation ou une manifestation. Cet Adibouddha, les Tibétains l’honorent sous le nom de Vadjradhara (sk. porte-sceptre) qui est comme le maître suprême de toutes choses, surtout le chef des bons génies : on lui donne aussi le nom de Vajrasattva, dont on fait d’ailleurs une personnalité distincte. La conception de l’Adi-bouddha est une tentative monothéiste propre au bouddhisme tibétain ou népalais. »